# Marat Chusnullin
Marat Szakirzjanowicz Chusnullin (ros. Марат Шакирзянович Хуснуллин, ur. 9 sierpnia 1966 w Kazaniu) – rosyjski polityk, od 21 stycznia 2020 Zastępca Przewodniczącego Rządu Federacji Rosyjskiej (Wicepremier) – Zastępca Przewodniczącego Rządu Federacji Rosyjskiej (Wicepremier) – do spraw budownictwa, gospodarki komunalnej oraz rozwoju regionalnego; kurator Południowego Okręgu Federalnego, Ludowych Republik Donieckiej i Ługańskiej, Obwodów Zaporożskiego i Chersońskiego. 
Bezpartyjny